# یواس‌اس آلاسکا (اس‌اس‌بی‌ان-۷۳۲)
یواس‌اس آلاسکا (اس‌اس‌بی‌ان-۷۳۲) (به انگلیسی: USS Alaska (SSBN-732)) یک زیردریایی است که طول آن ۵۶۰ فوت (۱۷۰ متر) می‌باشد. این زیردریایی در سال ۱۹۸۵ ساخته شد.